# Lintjärnen (Ådals-Lidens socken, Ångermanland)
Lintjärnen är en sjö i Sollefteå kommun i Ångermanland och ingår i Ångermanälvens huvudavrinningsområde.